# NGC 4210
NGC 4210 é uma galáxia espiral barrada (SBb) localizada na direcção da constelação de Draco. Possui uma declinação de +65° 59' 10" e uma ascensão recta de 12 horas, 15 minutos e 15,8 segundos.
A galáxia NGC 4210 foi descoberta em 20 de Março de 1790 por William Herschel.